# Mesocerea apicalis
Mesocerea apicalis är en fjärilsart som beskrevs av Rothschild 1911. Mesocerea apicalis ingår i släktet Mesocerea och familjen björnspinnare. Inga underarter finns listade i Catalogue of Life.